# Monument van de Revolutie van Moslavina

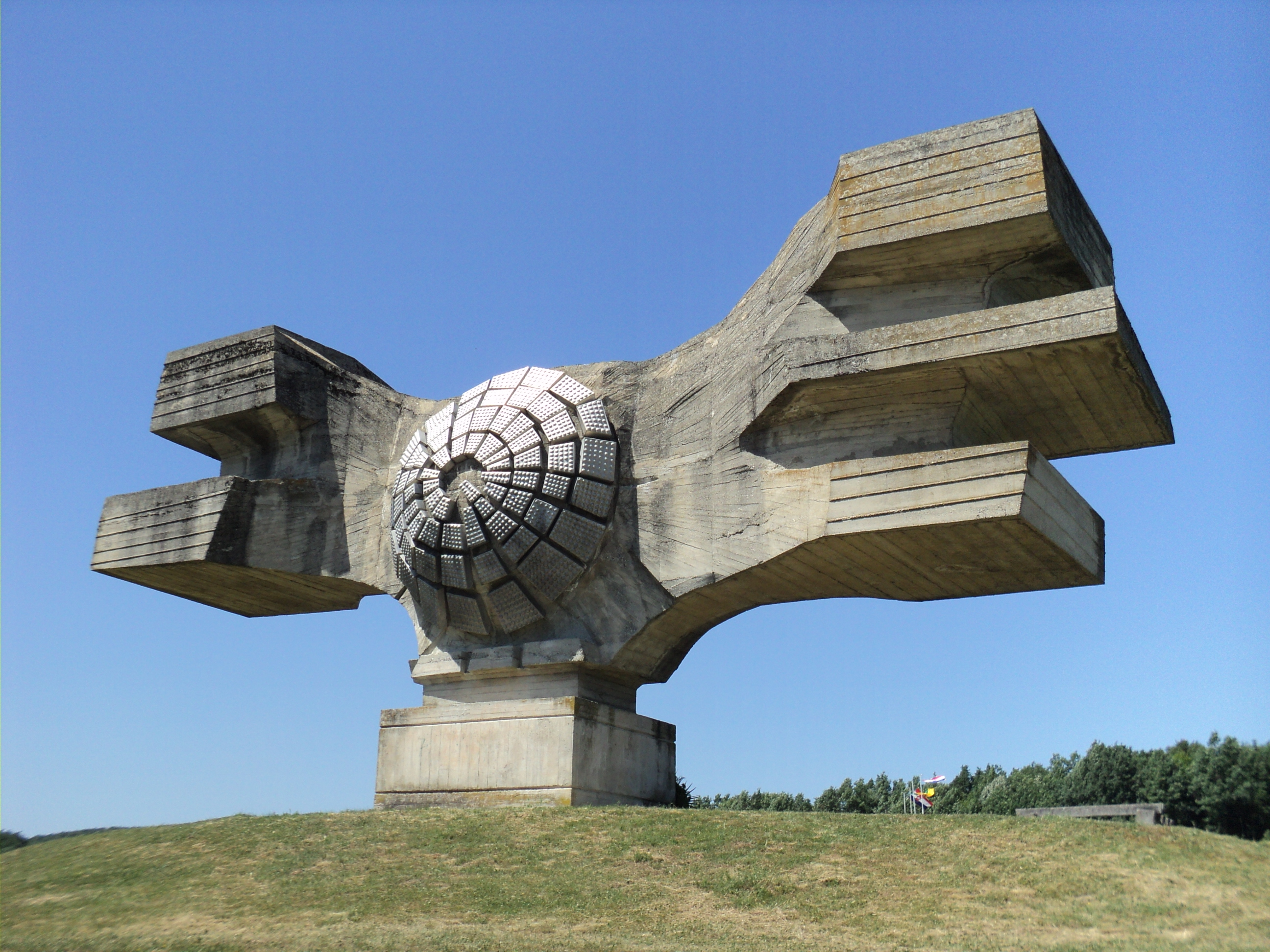

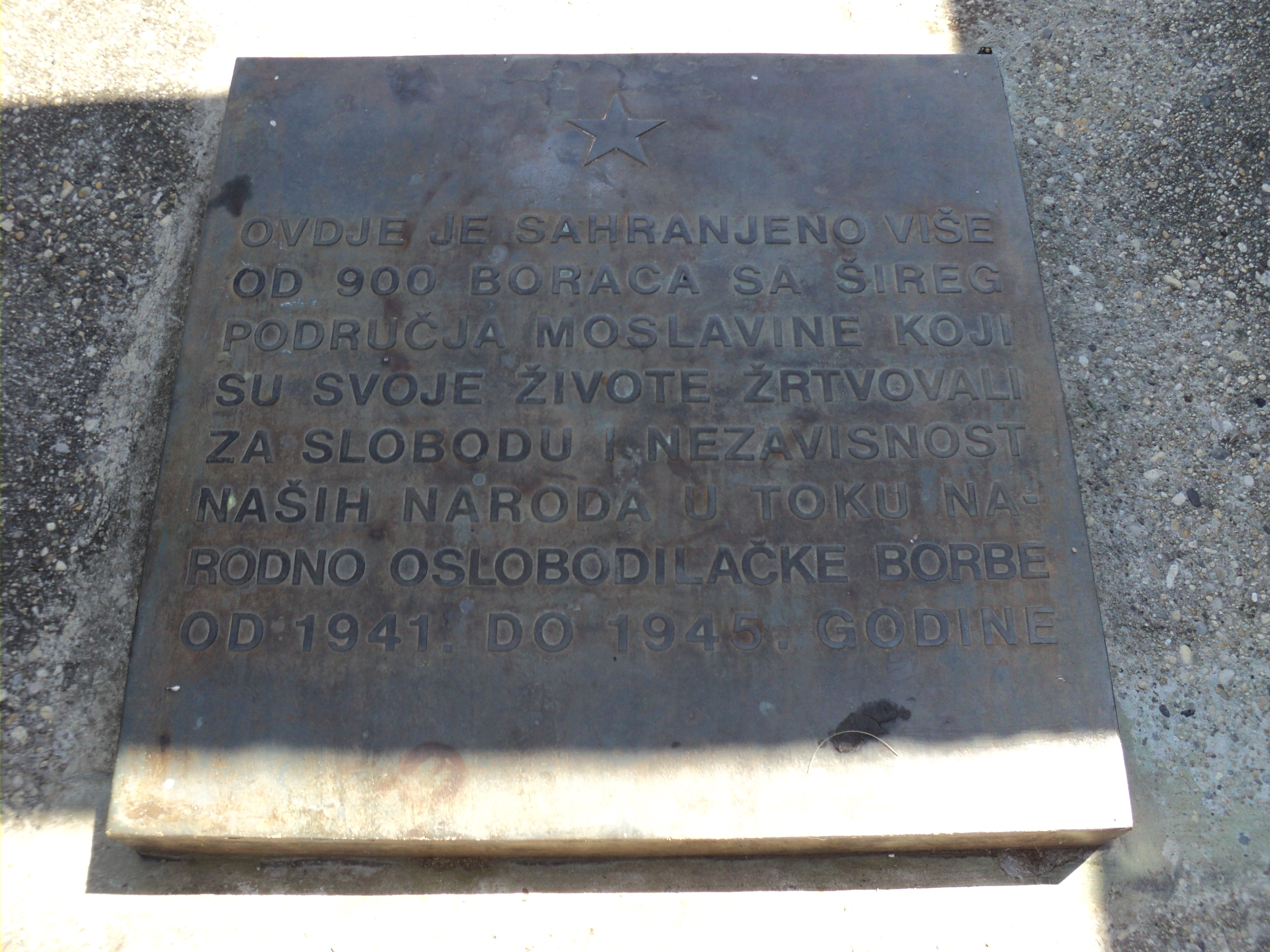
Gedenkplaat

Het Monument van de Revolutie van Moslavina (Kroatisch: Spomenik Revolucije Naroda Moslavine) is een abstracte sculptuur in Podgarić, Berek, Kroatië ter herdenking van de opstand van de bevolking in deze regio tegen het Ustašabewind tijdens de Tweede Wereldoorlog. Het dorpje Podgarić was een belangrijke plek voor deze rebellie en ter ere hiervan is voor dit plaatsje gekozen. Vanuit de omliggende bossen, waar de partizanen zich schuilhielden, werd gevochten met  de ustaša's.
Het betonnen monument werd onthuld op 7 september 1967, door Tito zelf. Het is een van de bekendste werken van Dušan Džamonja. Het heeft afmetingen van ongeveer 10 x 20 meter, de gebruikte materialen zijn ruw beton en aluminium. Nabij het monument is er een begraafplaats, waar ongeveer 1.000 partizanen, die actief waren in deze omgeving, begraven liggen. Er is een bronzen plaat ter gedachtenis aan de partizanen.
Na 1991, toen het communistische regime viel, was het monument niet langer het middelpunt van verschillende herdenkingsevenementen. Het raakte vergeten. Vergeleken met een aantal soortgelijke objecten bevindt het zich echter in een relatief onbeschadigde staat. 

## Symbolisme
Volgens Dušan Džamonja zelf (1928-2009) stelt de sculptuur vleugels van overwinning voor, die zegevieren over dood en nederlaag.